# 오스길리아스
오스길리아스(Osgiliath)는 《반지의 제왕》에 등장하는 나라 곤도르의 초기 수도이다. 《반지의 제왕》작중 시점에서 사우론의 침략으로 거의 몰락하여 점령당한 상태였다. 자유세력이 전쟁에서 승리한 이후 미나스 티리스와 북왕국의 수도 안누미나스 두 도시가 오스길리아스 대신 수도의 역할을 담당하게 된다.
커다란 강, 안두인을 끼고 동서로 다리가 이어진 도시라고 한다. 이곳을 방어하기 위해 미나스 아노르, 미나스 이실이 건축이 된다. 팔란티르 중 하나가 위치하였으나, 여러 번의 전쟁의 여파로 커다란 강 안두인 속에 잠겼다고 전해진다.